# Cannibal! The Musical
Cannibal! The Musical är en splatter-musikal gjord i ett hejdlöst tempo och späckad med Parker/Stones mycket karakteristiska burleska humor. Filmen är en lågbudgetproduktion gjord flera år innan duons genombrott med South Park och är otroligt nog (extremt löst) baserad på verkliga händelser runt den amerikanske kannibalen Alferd Packer. Utgiven av splatterfilmbolaget Troma Enterprise 1996.

## Handling
Alferd Packer är den enda överlevande ur en grupp guldgrävare som går vilse i bergen mitt i vinterstormarna. Filmen börjar vid Alferds rättegång där han anklagas för att ha mördat och ätit upp de andra i gruppen.